# Termodinamičko stanje
Termodinamičko stanje sistema je njegovo stanje u specifičnom vremenu, koje je u potpunosti identifikovano vrednostima odgovarajućeg skupa parametara poznatih kao varijable stanja, parametri stanja ili termodinamičke varijable. Kada se za sistem odredi takav skup termodinamičkih varijabli, vrednosti svih termodinamičkih svojstava sistema su jedinstveno određene. Uobičajeno je da se za termodinamičko stanje uzima termodinamička ravnoteža. To znači da stanje nije samo stanje sistema u određenom vremenu, već da su uslovi isti, nepromenljivi, tokom neograničeno dugog vremenskog perioda.
Termodinamika uspostavlja idealizovani formalizam koji se može sumirati sistemom postulata termodinamike. Termodinamička stanja su među osnovnim ili primitivnim objektima ili pojmovima formalizma, u kojem je njihovo postojanje formalno postulirano, a ne izvedeno ili konstruisano iz drugih koncepata.
Termodinamički sistem nije samo fizički sistem. Umesto toga, generalno, neograničeno mnogo različitih alternativnih fizičkih sistema čini dati termodinamički sistem, jer u principu fizički sistem ima mnogo više mikroskopskih karakteristika nego što se spominje u termodinamičkom opisu. Termodinamički sistem je makroskopski objekat, čiji mikroskopski detalji nisu eksplicitno razmatrani u termodinamičkom opisu. Broj varijabli stanja potrebnih za određivanje termodinamičkog stanja zavisi od sistema i nije uvek poznat pre eksperimenta; obično se nalazi na osnovu eksperimentalnih dokaza. Taj broj je uvek dva ili više, i obično nije veći od desetak. Iako je broj varijabli stanja fiksiran eksperimentom, ostaje izbor koje od njih će se koristiti za određeni pogodni opis; dati termodinamički sistem može biti alternativno identifikovan sa nekoliko različitih izbora iz skupa varijabli stanja. Izbor se obično vrši na osnovu zidova i okoline koji su relevantni za termodinamičke procese koje treba uzeti u obzir za dati sistem. Na primer, ako je namera da se razmotri prenošenje toplote sistema, onda bi zid sistema trebao da bude propustljiv za toplotu, i taj zid treba da poveže sistem sa telom, u okruženju, koje ima definisanu vremenski nepromenljivu temperaturu.
Za ravnotežnu termodinamiku, u pogledu termodinamičkog stanja sistema, njeni sadržaji su u unutrašnjoj termodinamičkoj ravnoteži, sa nultim protokom svih količina, kako unutrašnjih tako i između sistema i okoline. Za Planka, primarna karakteristika termodinamičkog stanja sistema koji se sastoji od jedne faze, u odsustvu spoljašnjeg nametnutog polja sile, je prostorna homogenost. Za neravnotežnu termodinamiku, odgovarajući skup identifikacionih varijabli stanja uključuje neke makroskopske varijable, na primjer nenulti prostorni gradijent temperature, koji ukazuje na odstupanje od termodinamičke ravnoteže. Takve neravnotežne identifikacione varijable stanja ukazuju da se neki nenulti protok može pojaviti unutar sistema ili između sistema i okoline.

## Funkcije stanja
Pored termodinamičkih varijabli koje izvorno identifikuju termodinamičko stanje sistema, sistem je karakterisan daljim količinama koje se nazivaju funkcije stanja, koje se nazivaju i varijablama stanja, termodinamičkim varijablama, ili kvantitetima stanja. One su jedinstveno određene termodinamičkim stanjem, kao što je identifikovano originalnim varijablama stanja. Prelaz iz datog inicijalnog termodinamičkog stanja u dato finalno termodinamičko stanje termodinamičkog sistema poznat je kao termodinamički proces; to je obično prenos materije ili energije između sistema i okoline. U svakom termodinamičkom procesu, bez obzira na to kakvi bi bili intermedijerni uslovi u toku prelaza, ukupna promena vrednosti svake promenljive termodinamičkog stanja zavisi samo od početnog i konačnog stanja. Za idealizirani kontinuirani ili kvazi-statički proces, to znači da su infinitezimalne inkrementalne promene u takvim varijablama egzaktni diferencijali. Zajedno, inkrementalne promene u celom procesu, kao i početna i konačna stanja, u potpunosti određuju idealizovani proces.
U najčešće citiranom jednostavnom primeru, idealnom gasu, termodinamičke varijable bi bile bilo koje tri varijable od sledeće četiri: broj molova, pritisak, temperatura i zapremina. Takvo termodinamičko stanje bi postojalo u trodimenzionalnom prostoru. Preostale varijable, kao i druge veličine kao što su unutrašnja energija i entropija, bile bi izražene kao funkcije stanja ove tri varijable. Funkcije stanja zadovoljavaju izvesna univerzalna ograničenja, izražena u zakonima termodinamike, i zavise od posebnosti materijala koji čine dati sistem.
Razvijeni su različiti termodinamički dijagrami za modelovanje prelaza između termodinamičkih stanja.

## Ravnotežno stanje
Fizički sistemi koji se nalaze u prirodi su praktično uvek dinamički i složeni, ali u mnogim slučajevima, makroskopski fizički sistemi mogu se opisati na osnovu blizine idealnim uslovima. Jedan od takvih idealnih uslova je stabilno stanje ravnoteže. Takvim stanjem se bavi klasična ili ravnotežna termodinamika, u kojoj se naziva termodinamičko stanje. Na osnovu mnogih opservacija, termodinamika pretpostavlja da će svi sistemi koji su izolovani od spoljašnjeg okruženja evoluirati tako da se približe jedinstvenim stabilnim stanjima ravnoteže. Postoji više različitih tipova ravnoteže, koji odgovaraju različitim fizičkim varijablama, a sistem dostiže termodinamičku ravnotežu kada su istovremeno zadovoljeni uslovi svih relevantnih tipova ravnoteže. U nastavku je navedeno nekoliko različitih tipova ravnoteže.
- Toplotna ravnoteža: Kada je temperatura jednaka širom sistema, on je u termičkoj ravnoteži.[9][10]
- Mehanička ravnoteža: Ako u svakoj tački datog sistema nema promene pritiska sa vremenom i nema kretanja materijala, sistem je u mehaničkoj ravnoteži.[11][12]
- Fazna ravnoteža: Ovo se dešava kada masa svake pojedinačne faze dostigne vrednost koja se ne menja sa vremenom.[13][14][15]
- Hemijska ravnoteža: U hemijskoj ravnoteži, hemijski sastav sistema se ustalio i ne menja se sa vremenom.[14][16]

## Literatura
- Bailyn, M. (1994). A Survey of Thermodynamics, American Institute of Physics Press, New York,  0-88318-797-3.
- Cengel, Yunus; Michael A. Boels (2011). Thermodynamics An Engineering Approach. New York, NY: McGraw-Hill. ISBN 978-0-07-352932-5.
- Callen, H.B. (1960/1985). Thermodynamics and an Introduction to Thermostatistics, (1st edition 1960) 2nd edition 1985, Wiley, New York,  0-471-86256-8.
- Carathéodory, C. (1909). „Untersuchungen über die Grundlagen der Thermodynamik”. Mathematische Annalen. 67 (3): 355—386. doi:10.1007/BF01450409. A translation may be found here
- Eu, B.C. (2002). Generalized Thermodynamics. The Thermodynamics of Irreversible Processes and Generalized Hydrodynamics, Kluwer Academic Publishers, Dordrecht,  1-4020-0788-4.
- Jaynes, E.T. (1965). Gibbs vs. Boltzmann entropies,  Am. J. Phys., 33: 391–398.
- Modell, Michael; Robert C. Reid (1974). Thermodynamics and Its Applications. Englewood Cliffs, NJ: Prentice-Hall. ISBN 0-13-914861-2.
- Marsland, R. III, Brown, H.R., Valente, G. (2015). Time and irreversibility in axiomatic thermodynamics,  Am. J. Phys. 83 (7): 628—634. Недостаје или је празан параметар |title= (помоћ).
- Planck, M., (1923/1927). Treatise on Thermodynamics, translated by A. Ogg, third English edition, Longmans, Green and Co., London.
- Prigogine, I., Defay, R. (1950/1954). Chemical Thermodynamics, Longmans, Green & Co, London.
- Tisza, L. (1966). Generalized Thermodynamics, M.I.T. Press, Cambridge MA.
- Zemanksy, M.W., Dittman, R.H. (1937/1981). Heat and Thermodynamics. An Intermediate Textbook, sixth edition, McGraw-Hill Book Company, New York, ISNM 0-07-072808-9.
- Adkins, C.J. (1968/1983). Equilibrium Thermodynamics, third edition, McGraw-Hill, London,  0-521-25445-0.
- Bailyn, M. (1994). A Survey of Thermodynamics, American Institute of Physics Press, New York,  0-88318-797-3.
- Boltzmann, L. (1896/1964). Lectures on Gas Theory, translated by S.G. Brush, University of California Press, Berkeley.
- Chapman, S., Cowling, T.G. (1939/1970). The Mathematical Theory of Non-uniform gases. An Account of the Kinetic Theory of Viscosity, Thermal Conduction and Diffusion in Gases, third edition 1970, Cambridge University Press, London.
- Gibbs, J.W. (1876/1878). On the equilibrium of heterogeneous substances, Trans. Conn. Acad., 3: 108-248, 343-524, reprinted in The Collected Works of J. Willard Gibbs, Ph.D, LL. D., edited by W.R. Longley, R.G. Van Name, Longmans, Green & Co., New York, 1928, volume 1, pp. 55–353.
- Maxwell, J.C. (1867). On the dynamical theory of gases, Phil. Trans. Roy. Soc. London, 157: 49–88.
- Münster, A. (1970). Classical Thermodynamics, translated by E.S. Halberstadt, Wiley–Interscience, London.
- Partington, J.R. (1949). An Advanced Treatise on Physical Chemistry, volume 1, Fundamental Principles. The Properties of Gases, Longmans, Green and Co., London.
- Planck, M., (1897/1903). Treatise on Thermodynamics, translated by A. Ogg, first English edition, Longmans, Green and Co., London.
- Planck, M. (1914). The Theory of Heat Radiation, second edition translated by M. Masius, P. Blakiston's Son and Co., Philadelphia.
- ter Haar, D., Wergeland, H. (1966). Elements of Thermodynamics, Addison-Wesley Publishing, Reading MA.
- Tisza, L. (1966). Generalized Thermodynamics, M.I.T. Press, Cambridge MA.
- Herbert Charles Corben; Philip Stehle (1994). Classical Mechanics (Reprint of 1960 second изд.). Courier Dover Publications. стр. 113. ISBN 0-486-68063-0.
- Lakshmana C. Rao; J. Lakshminarasimhan; Raju Sethuraman; Srinivasan M. Sivakumar (2004). Engineering Mechanics. PHI Learning Pvt. Ltd. стр. 6. ISBN 81-203-2189-8.
- Marion JB and Thornton ST. (1995) Classical Dynamics of Particles and Systems. Fourth Edition, Harcourt Brace & Company.
- Peters, V. F. D.; Vis, M.; García, Á. González; Wensink, H. H.; Tuinier, R. (2020-09-18). „Defying the Gibbs Phase Rule: Evidence for an Entropy-Driven Quintuple Point in Colloid-Polymer Mixtures”. Physical Review Letters. 125 (12): 127803. doi:10.1103/PhysRevLett.125.127803.
- „'Quintuple point' material defies 150-year-old thermodynamics rule”. Physics World (на језику: енглески). 2020-10-22. Приступљено 2023-02-21.
- Opdam, J.; Peters, V. F. D.; Wensink, H. H.; Tuinier, R. (2023-01-12). „Multiphase Coexistence in Binary Hard Colloidal Mixtures: Predictions from a Simple Algebraic Theory”. The Journal of Physical Chemistry Letters (на језику: енглески). 14 (1): 199—206. ISSN 1948-7185. doi:10.1021/acs.jpclett.2c03138.
- „Colloidal mixture exists in up to six phases at once”. Physics World (на језику: енглески). 2023-02-14. Приступљено 2023-02-21.* Predel, Bruno; Hoch, Michael J. R.; Pool, Monte (14. 9. 2004). Phase Diagrams and Heterogeneous Equilibria : A Practical Introduction. Springer. ISBN 3-540-14011-5.
- White, Mary Anne (1999). Properties of Materials. Oxford University Press (1999). ISBN 0-19-511331-4.
- „The Nobel Prize in Chemistry 1967”. NobelPrize.org (на језику: енглески). Приступљено 2019-11-02.
- Eigen, Manfred (11. 12. 1967). „Immeasurably fast reactions” (PDF). Nobel Prize. Архивирано (PDF) из оригинала 2022-10-09. г. Приступљено 2. 11. 2019.
- Van Zeggeren, F.; Storey, S. H. (1970). The Computation of Chemical Equilibria. Cambridge University Press.
- Leggett, D. J., ур. (1985). Computational Methods for the Determination of Formation Constants. Plenum Press.
- Martell, A. E.; Motekaitis, R. J. (1992). The Determination and Use of Stability Constants. Wiley-VCH.